# 台湾放送協会

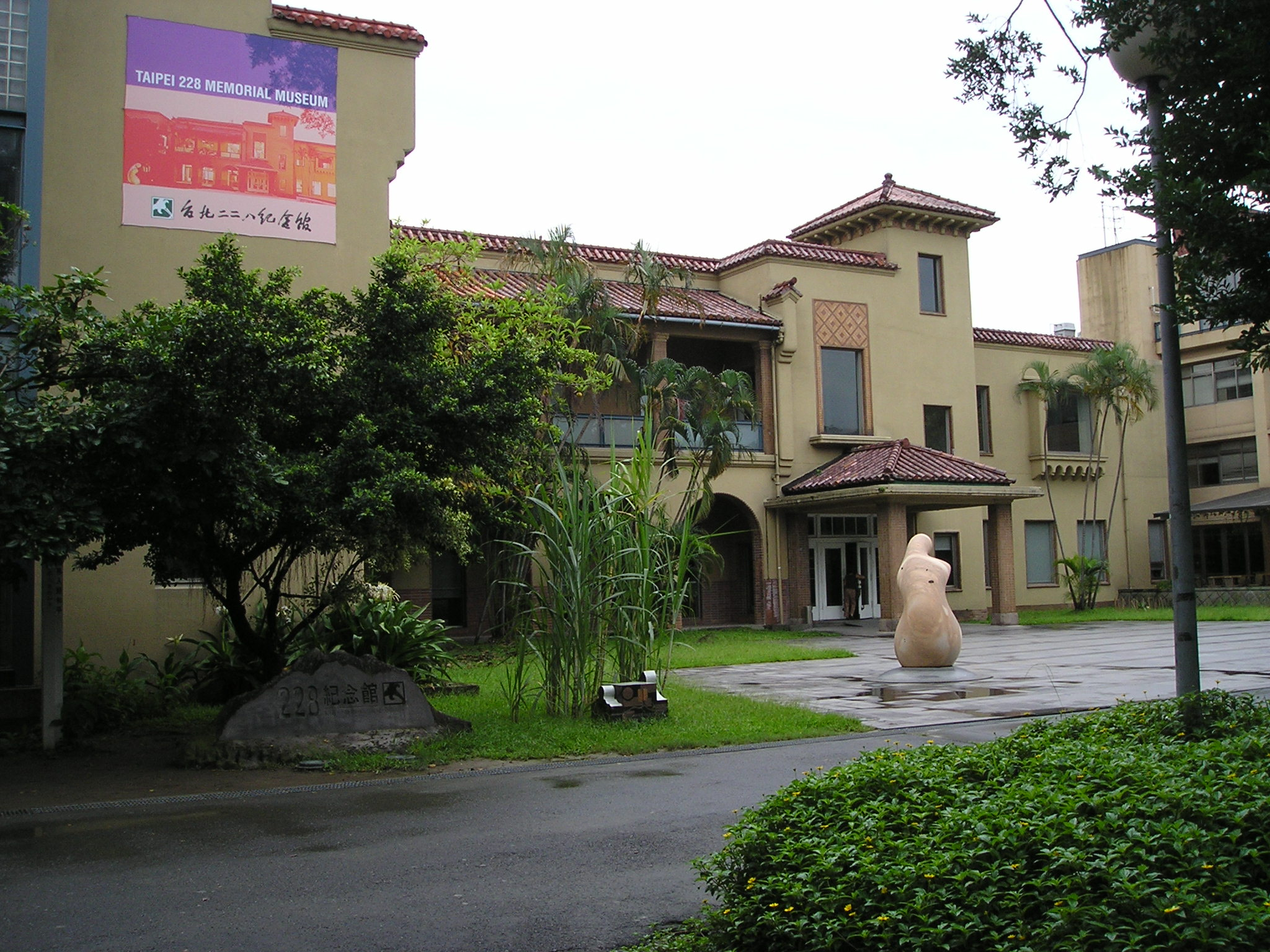
現在は台北二二八紀念館になっている旧台湾放送協会台北支局庁舎

社団法人台湾放送協会（たいわんほうそうきょうかい）は、日本統治時代の台湾で放送事業を運営していた社団法人である。
1931年2月設立。太平洋戦争終了後の1945年11月、中華民国政府に接収され、全職員が解雇されたことに伴い解散した。放送施設と送信設備は、中央広播事業管理処（現在の中国広播公司）に継承された。

## 概説
経営形態は半官半民で、台北放送局1局の時代には、放送施設の建設、管理、運用は台湾総督府交通局、放送番組の編成、演出、聴取者関係の業務は台湾放送協会が担当していたが、次に開設された台南放送局からは、技術に関する事項も台湾放送協会の担当となった。
1942年10月から二重放送を実施しており、第1放送は日本人（内地人）向け、第2放送は台湾人（本島人）向けであった。少数民族である台湾原住民の言語を使用した番組は製作されなかった（若い世代の多くは、植民地教育により日本語を理解していた）が、二重放送開始前から福建語や台湾語によるニュースが放送された。また、音楽番組では多様な台湾音楽が盛んに放送され、人気を博した。さらに、コマーシャルが放送された時期があった（後述）。

## 前史
1925年6月、台湾総督府交通局逓信部が台湾統治始政30周年記念として、記念展覧会会場（台北市栄町の台湾総督府旧庁舎内）から実験放送（出力50W）を行ったのが、台湾における放送の始まりである。これによって台湾でも放送局設置の機運が高まったが、民間の動きは有力なものとはならず、結局、台湾総督府交通局逓信部が1928年11月、台北放送局（呼出符号JFAK、出力1kW）を開設、本格的な実験放送を開始した（施設許可料、聴取料ともに無料）。さらに、台湾総督府は受信エリアを拡大するため、台北放送局板橋放送所を建設、出力を10kWに増強して1931年1月から本放送を開始した。

## 沿革
- 1925年（大正14年）6月17日 - 台湾総督府交通局逓信部、始政30周年記念展覧会場から実験放送（出力50W、～6/26）。
- 1928年（昭和3年）11月1日 - 台湾総督府交通局逓信部、台北放送局（呼出符号JFAK、出力1kW）を開設、試験放送開始。
- 1928年（昭和3年）11月22日 - 台北放送局開局式、本格的な実験放送開始（施設許可料・聴取料無料）。
- 1928年（昭和3年）12月19日 - 台湾総督府令第73号（台湾総督府交通局ニ於テ実験ノ為行フ私設無線電話ニ放送用私設無線電話規則ヲ準用スル件）公布、施行。
- 1929年（昭和4年）5月 - JFAK管弦楽団発足、初放送。
- 1929年（昭和4年）9月 - 社団法人日本放送協会熊本放送局の放送波により、内地番組の入中継開始。
- 1931年（昭和6年）1月15日 - 台北放送局板橋放送所、運用開始（出力10kWに増強）。
- 1931年（昭和6年）1月28日 - 台湾総督府告示第19号（台湾総督府交通局放送無線電話施設ニ依リ時事音楽其ノ他ノ放送ヲ為ス件）公布（2月1日施行）。

聴取者の増加勧誘、放送者の依頼、放送番組の編成及び実行を社団法人台湾放送協会に委託。
- 1931年（昭和6年）2月1日 - 社団法人台湾放送協会設立、聴取料月額1円に決定。
- 1931年（昭和6年）7月 - 台湾人女性アナウンサーを採用、現地語による初放送。
- 1932年（昭和7年）2月 - 台湾放送協会、東京・丸ビルに広告放送取扱所を開設。
- 1932年（昭和7年）4月1日 - 台南放送局（呼出符号JFBK、出力1kW）放送開始。
- 1932年（昭和7年）6月15日 - 台湾放送協会、日本初の広告放送を実施（～12/2）。
- 1934年（昭和9年）9月9日 - 台湾から内地向け初放送（台北放送局）。
- 1935年（昭和10年）5月11日 - 台中放送局（呼出符号JFCK、出力1kW）放送開始。
- 1937年（昭和12年）7月16日 - 台北放送局、短波による日本語・福建語（海外放送）開始（福建省方面、南支・南洋方面の福建省出身華僑向けの福建語ニュース、島内と同一番組を放送）。
- 1937年（昭和12年）7月20日 - 台北放送局、北京語放送（海外放送）開始。
- 1937年（昭和12年）7月29日 - 台北放送局、英語（海外放送）開始。
- 1938年（昭和13年）8月8日 - 台北放送局、広東語放送（海外放送）開始。
- 1938年（昭和13年）8月15日 - 南支那派遣軍、台湾放送協会に委託して厦門広播電台（呼出符号XOJE、XOJF）を開設（台北放送局からの番組中継も実施）。
- 1938年（昭和13年）10月1日 - 台北放送局、馬来語放送（海外放送）開始。
- 1939年（昭和14年）4月10日 - 東亜放送協議会結成（台湾放送協会も加盟）。
- 1939年（昭和14年）4月15日 - 南支那派遣軍、台湾放送協会に委託して広東放送局（正式名称は広州無線電播音台、呼出符号XGOK）を開設。
- 1939年（昭和14年）12月1日 - 安南語放送開始。
- 1940年（昭和15年）9月28日 - 台北放送局民雄放送所、運用開始（出力100kW、主に第2放送に使用）。
- 1941年（昭和16年）2月1日 - 島内向け放送と海外放送を分離。
- 1942年（昭和17年）1月1日 - 台湾放送協会、台湾語（閩南語）ニュース開始。
- 1942年（昭和17年）8月31日 - 嘉義放送局（呼出符号JFDK、500W）放送開始。
- 1942年（昭和17年）10月10日 - 台北放送局、第2放送開始（第1放送は日本人向け、第2放送は台湾人向け）、板橋放送所に10kW放送機を追加。
- 1942年（昭和17年）12月 - 台北放送局、フィリピン・マレー・蘭印向け放送開始。
- 1944年（昭和19年）5月1日 - （本島人向け）第2放送放送中止。
- 1944年（昭和19年）5月15日 - 花蓮港放送局（呼出符号JFEK、100W）放送開始。
- 1944年（昭和19年）12月 - ラジオ聴取料、1円から1円50銭に引き上げ。
- 1945年（昭和20年）8月15日 - 終戦の玉音放送を中継。
- 1945年（昭和20年）10月25日 - 中国国民政府、台湾放送協会を接収。台放接収委員によるラジオ放送開始。
- 1945年（昭和20年）11月30日 - 台湾放送協会全職員解雇（台湾放送協会解散）。